# Walmart
Walmart, Inc. (NYSE: WMT), nhãn hiệu Walmart, là một công ty đại chúng Mỹ, hiện là một trong những công ty lớn nhất thế giới (theo doanh số) theo công bố của Fortune 500 năm 2019. Nó được thành lập bởi Sam Walton năm 1962, đã thành lập công ty ngày 31 tháng 10 năm 1969, và niêm yết trên Sở Giao dịch Chứng khoán New York năm 1972. Đây là đơn vị tư nhân thuê nhân công lớn nhất thế giới và là đơn vị sử dụng nhân công công cộng và thương mại lớn thứ 4 thế giới, chỉ xếp sau Quân Giải phóng Nhân dân của Trung Quốc, Cục Y tế Quốc gia của Vương quốc Liên hiệp Anh và Bắc Ireland và ngành Đường sắt Ấn Độ. Walmart là nhà bán lẻ tạp hóa lớn nhất Hoa Kỳ, với khoảng 20% doanh thu hàng tiêu dùng và tạp phẩm, Walmart cũng là công ty bán đồ chơi lớn nhất Hoa Kỳ với khoảng 45% doanh số tiêu thụ đồ chơi, vượt qua Toys "R" Us cuối thập niên 1990. Walmart vẫn là một doanh nghiệp gia đình do gia đình Walton sở hữu.
Walmart hoạt động ở México với tên Walmex, ở Vương quốc Liên hiệp Anh và Bắc Ireland với tên ASDA, và ở Nhật Bản với tên The Seiyu Co., Ltd.. Các công ty con thuộc sở hữu toàn phần của nó nằm ở Argentina, Brasil, Canada, Puerto Rico, Anh. Việc đầu tư của Walmart bên ngoài Bắc Mỹ đã thu được kết quả hỗn hợp. Năm 2006, Walmart đã bán lại các đơn vị bán lẻ ở Hàn Quốc và Đức do lỗ triền miên và do một thị trường cạnh tranh cao.
Walmart đã là một mục tiêu của chỉ trích từ nhiều nhóm cộng đồng, các nhóm quyền phụ nữ, các tổ chức thường dân và các nghiệp đoàn lao động. Các phê phán cụ thể gồm việc công ty lấy nguồn hàng nước ngoài quá nhiều, mức bảo hiểm y tế thấp, công ty chống lại đại diện công đoàn và các cáo buộc phân biệt giới tính, và những phê phán khác.

## Lịch sử

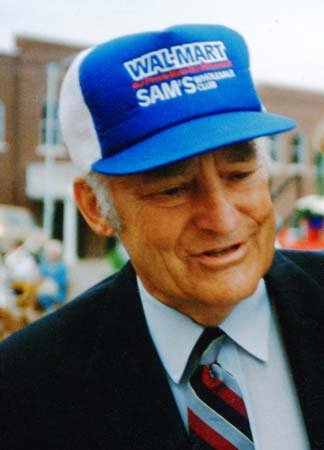
Sam Walton

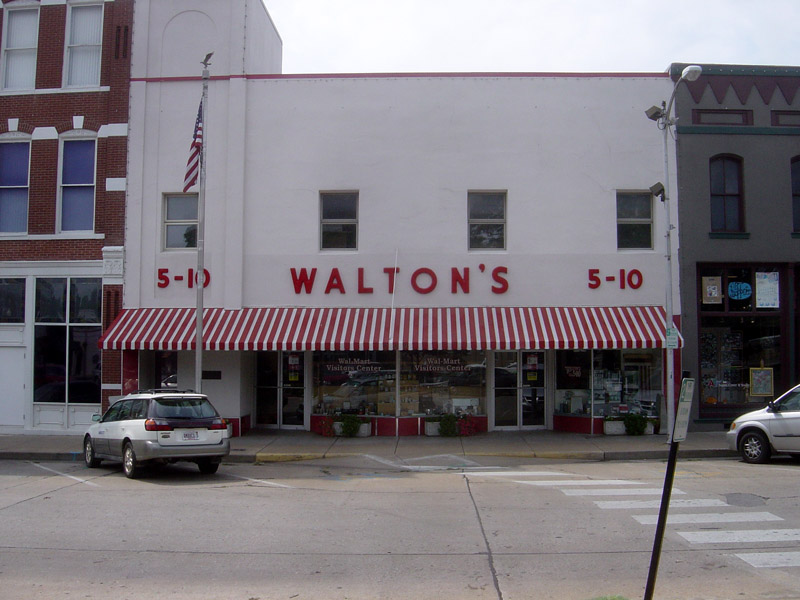
Cửa hàng Walton's Five and Dime ban đầu của Sam Walton ở Bentonville, Arkansas, hiện là Bảo tàng Walmart

Năm 1945, doanh nhân và cựu J. C. Penney nhân viên Sam Walton đã mua một chi nhánh của các cửa hàng Ben Franklin từ Butler Brothers. Trọng tâm chính của ông là bán sản phẩm với giá thấp để đạt được doanh số bán hàng với số lượng lớn hơn với tỷ suất lợi nhuận thấp hơn, miêu tả nó như một cuộc thập tự chinh vì người tiêu dùng. Ông đã gặp phải những thất bại vì giá thuê và mua chi nhánh cao bất thường, nhưng ông đã tìm được nhà cung cấp có chi phí thấp hơn những nhà cung cấp mà các cửa hàng khác sử dụng và do đó có thể cạnh tranh về giá với các đối thủ. Doanh số bán hàng đã tăng 45 phần trăm trong năm đầu tiên sở hữu, đạt doanh thu 105,000 đô la Mỹ, tăng lên 140.000 đô la vào năm tiếp theo và 175.000 đô la vào năm sau đó. Trong năm thứ năm, cửa hàng đã tạo ra doanh thu 250.000 đô la. Sau đó, hợp đồng thuê địa điểm hết hạn và Walton không thể đạt được thỏa thuận gia hạn, vì vậy ông đã mở một cửa hàng mới tại 105 N. Main Street ở Bentonville, đặt tên cho nó là "Walton's Five and Dime". Cửa hàng đó bây giờ là Bảo tàng Walmart.

Logo ban đầu, 1962–1964

Ngày 2 tháng 7 năm 1962, Walton khai trương cửa hàng Wal-Mart Discount City đầu tiên tại 719 W. Phố Walnut ở Rogers, Arkansas. Thiết kế của nó được lấy cảm hứng từ Ann & Hope, mà Walton đã đến thăm vào năm 1961, cũng như người sáng lập Kmart Harry B. Cunningham. Cái tên này bắt nguồn từ FedMart, một chuỗi cửa hàng bách hóa giảm giá được thành lập bởi Sol Price vào năm 1954, người mà Walton cũng lấy cảm hứng từ đó. Walton nói rằng ông thích ý tưởng gọi chuỗi giảm giá của mình là "Wal-Mart" vì ông "thực sự thích cái tên FedMart của Sol". Tòa nhà hiện có một cửa hàng phần cứng và một trung tâm mua sắm đồ cổ, trong khi "Cửa hàng số 1" của công ty kể từ đó đã mở rộng thành Siêu trung tâm cách đó vài dãy nhà về phía tây tại 2110 W. Phố Walnut. Trong vòng năm năm đầu tiên, công ty đã mở rộng tới 18 cửa hàng ở Arkansas và đạt doanh thu 9 triệu đô la. In 1968, it opened its first stores outside Arkansas in Sikeston, Missouri and Claremore, Oklahoma.
Walmart đã thông báo vào tháng 8 năm 2022 rằng các địa điểm sẽ không hoạt động theo 24 giờ nữa, với hầu hết các cửa hàng hiện đang mở cửa từ 6 giờ sáng đến 11 giờ đêm.

## Logo thương hiệu

Logo được sử dụng 1981–1992

Logo được sử dụng 1992–2008, vẫn còn ở một số địa điểm và trên nhiều xe moóc bán tải

Logo được sử dụng 2008–2025

Biểu tượng được sử dụng từ năm 2008 đến năm 2025

Biểu tượng được sử dụng kể từ ngày 13 tháng 1 năm 2025

## Bộ phận điều hành

Bản đồ các quốc gia có cửa hàng WalmartChú giải:
Vị trí thị trường hiện tại
Vị trí thị trường cũ
Không có vị trí thị trường hiện tại

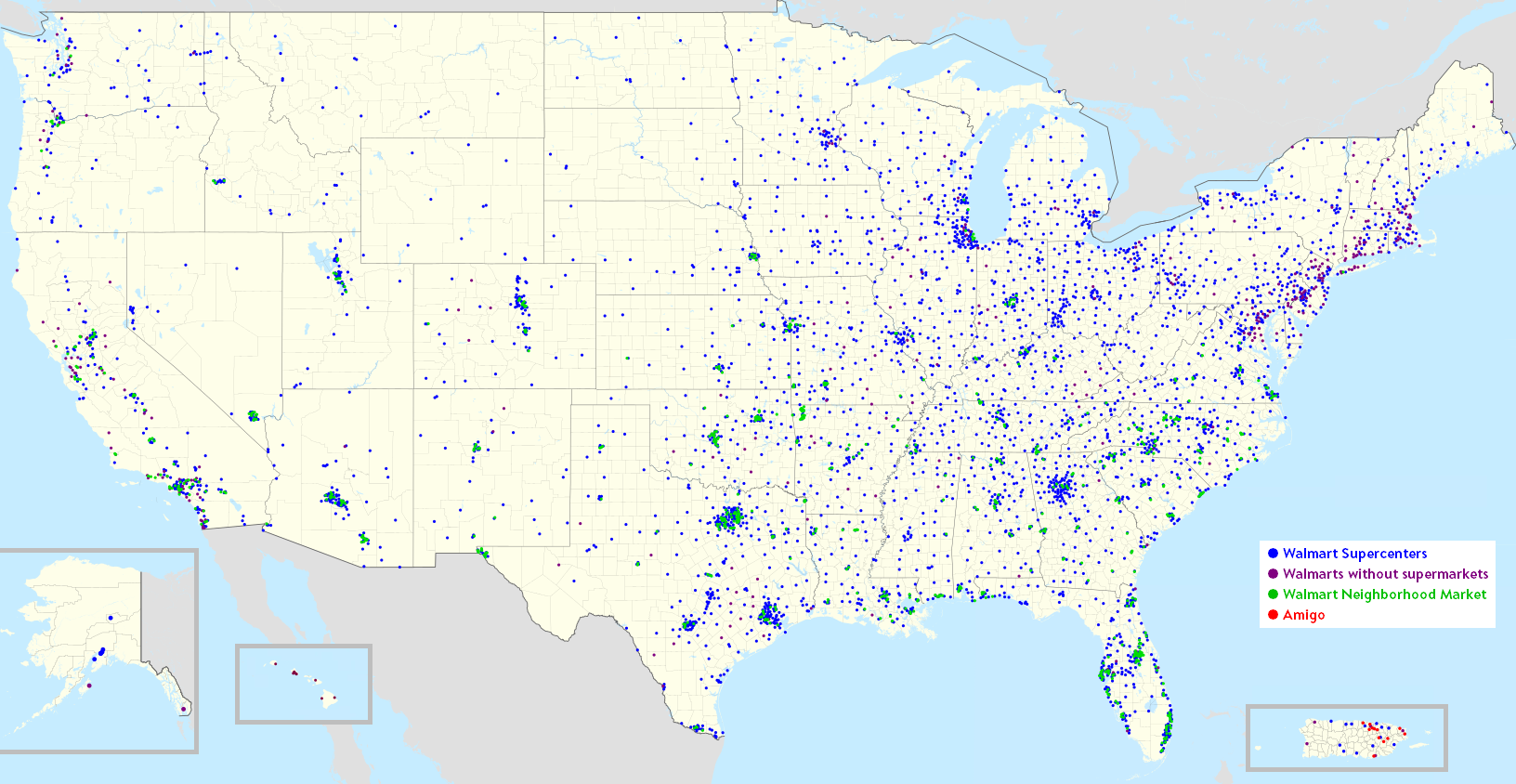
Bản đồ vị trí của Walmart tại Mỹ, as of December 2020

Hoạt động của Walmart chia thành bốn bộ phận: Walmart U.S., Walmart International, Sam's Club và Global eCommerce. Công ty cung cấp các hình thức bán lẻ khác nhau trên khắp các bộ phận này, bao gồm siêu trung tâm, siêu thị, đại siêu thị, kho hàng tập trung, cửa hàng cash-and-carry, cải thiện nhà cửa, thiết bị điện tử đặc biệt, nhà hàng, cửa hàng may mặc, hiệu thuốc, cửa hàng tiện lợi và bán lẻ kỹ thuật số.

#### Số lượng cửa hàng theo tiểu bang
Vị trí tính từ ngày 30 tháng 7 năm 2021
| Bang                 | Tổng cửa hàng | Siêu trung tâm | Cửa hàng giảm giá | Thị trường lân cận | Amigos | Sam's Clubs |
| -------------------- | ------------- | -------------- | ----------------- | ------------------ | ------ | ----------- |
| Alabama              | 144           | 101            | 1                 | 28                 |        | 13          |
| Alaska               | 9             | 7              | 2                 |                    |        |             |
| Arizona              | 124           | 84             | 2                 | 26                 |        | 12          |
| Arkansas             | 132           | 76             | 5                 | 33                 |        | 11          |
| California           | 311           | 143            | 70                | 67                 |        | 30          |
| Colorado             | 106           | 70             | 4                 | 15                 |        | 17          |
| Connecticut          | 34            | 12             | 21                |                    |        | 1           |
| Delaware             | 10            | 6              | 3                 |                    |        | 1           |
| District of Columbia | 3             | 3              |                   |                    |        |             |
| Florida              | 387           | 231            | 9                 | 98                 |        | 46          |
| Georgia              | 214           | 154            | 2                 | 31                 |        | 24          |
| Hawaii               | 12            |                | 10                |                    |        | 2           |
| Idaho                | 27            | 23             |                   | 3                  |        | 1           |
| Illinois             | 185           | 139            | 15                | 6                  |        | 25          |
| Indiana              | 127           | 97             | 6                 | 9                  |        | 13          |
| Iowa                 | 69            | 58             | 2                 |                    |        | 9           |
| Kansas               | 83            | 58             | 2                 | 14                 |        | 9           |
| Kentucky             | 102           | 78             | 7                 | 7                  |        | 9           |
| Louisiana            | 137           | 88             | 2                 | 33                 |        | 14          |
| Maine                | 25            | 19             | 3                 |                    |        | 3           |
| Maryland             | 61            | 30             | 18                |                    |        | 11          |
| Massachusetts        | 48            | 27             | 21                |                    |        |             |
| Michigan             | 117           | 90             | 3                 |                    |        | 23          |
| Minnesota            | 80            | 65             | 3                 |                    |        | 12          |
| Mississippi          | 86            | 65             | 3                 | 10                 |        | 7           |
| Missouri             | 156           | 112            | 9                 | 16                 |        | 19          |
| Montana              | 16            | 14             |                   |                    |        | 2           |
| Nebraska             | 47            | 35             |                   | 7                  |        | 5           |
| Nevada               | 50            | 30             | 2                 | 11                 |        | 7           |
| New Hampshire        | 28            | 19             | 7                 |                    |        | 2           |
| New Jersey           | 70            | 35             | 27                |                    |        | 8           |
| New Mexico           | 53            | 35             | 2                 | 9                  |        | 7           |
| New York             | 110           | 81             | 16                | 1                  |        | 12          |
| North Carolina       | 214           | 143            | 6                 | 43                 |        | 22          |
| North Dakota         | 17            | 14             |                   |                    |        | 3           |
| Ohio                 | 172           | 139            | 6                 |                    |        | 27          |
| Oklahoma             | 134           | 81             | 7                 | 33                 |        | 13          |
| Oregon               | 45            | 29             | 7                 | 9                  |        |             |
| Pennsylvania         | 160           | 116            | 20                |                    |        | 24          |
| Puerto Rico          | 37            | 13             | 5                 |                    | 12     | 7           |
| Rhode Island         | 9             | 5              | 4                 |                    |        |             |
| South Carolina       | 122           | 83             |                   | 26                 |        | 13          |
| South Dakota         | 17            | 15             |                   |                    |        | 2           |
| Tennessee            | 150           | 117            | 1                 | 18                 |        | 14          |
| Texas                | 593           | 391            | 18                | 97                 |        | 82          |
| Utah                 | 59            | 41             |                   | 10                 |        | 8           |
| Vermont              | 6             | 3              | 3                 |                    |        |             |
| Virginia             | 149           | 110            | 4                 | 20                 |        | 15          |
| Washington           | 66            | 52             | 10                | 4                  |        |             |
| West Virginia        | 44            | 38             |                   |                    |        | 5           |
| Wisconsin            | 99            | 83             | 4                 | 2                  |        | 10          |
| Wyoming              | 14            | 12             |                   |                    |        | 2           |

### Quyền sở hữu
Walmart Inc. là công ty cổ phầnhối phiếu Delaware được đăng ký với Ủy ban Giao dịch và Chứng khoán Hoa Kỳ, có văn phòng đăng ký đặt tại Wolters Kluwer của Corporation Trust Center tại Wilmington. Tính đến  tháng 3 năm 2017, công ty có 3.292.377.090 cổ phiếu đang lưu hành. Chủ yếu do gia đình Walton nắm giữ cùng một sốtổ chức và quỹ hỗ trợ.
- 43.00% (1,415,891,131): Walton Enterprises LLC
- 5.30% (174,563,205): Walton family Holdings Trust[75]
- 3.32% (102,036,399): The Vanguard Group, Inc
- 2.37% (72,714,226): State Street Corporation
- 1.37% (42,171,892): BlackRock Institutional Trust Company
- 0.94% (28,831,721): Vanguard Total Stock Market Index Fund
- 0.77% (23,614,578): BlackRock Fund Advisors
- 0.71% (21,769,126): Dodge & Cox Inc
- 0.68% (20,978,727): Vanguard 500 Index Fund
- 0.65% (20,125,838): Bank of America Corporation
- 0.57% (17,571,058): Bank of New York Mellon Corporation
- 0.57% (17,556,128): Northern Trust Corporation
- 0.55% (16,818,165): Vanguard Institutional Index Fund-Institutional Index Fund
- 0.55% (16,800,850): State Farm Mutual Automobile Insurance Co
- 0.52 % (15,000,000):SPDR S&P 500 ETF Trust

## Chỉ trích và tranh cãi
Walmart đã phải chịu sự chỉ trích từ nhiều nhóm và cá nhân khác nhau, bao gồm liên đoàn lao động, nhóm cộng đồng, tổ chức cơ sở, tổ chức tôn giáo, nhóm môi trường, nhóm vũ khí cũng như khách hàng và nhân viên của chính công ty. Họ đã phản đối các chính sách và hoạt động kinh doanh của công ty, bao gồm cả cáo buộc phân biệt chủng tộc và giới tính. Các lĩnh vực bị chỉ trích khác bao gồm tìm nguồn cung ứng sản phẩm nước ngoài của công ty, đối xử với nhà cung cấp, bồi thường cho nhân viên và điều kiện làm việc, thực hành môi trường, việc sử dụng trợ cấp công, chính sách bảo mật của công ty và nô lệ. Walmart phủ nhận làm bất cứ điều gì sai trái và cho rằng giá thấp là kết quả của làm việc hiệu quả.
Vào tháng 4 năm 2016, Walmart đã thông báo họ có kế hoạch loại bỏ chuồng lồng trứng khỏi chuỗi cung ứng vào năm 2025. Quyết định này đặc biệt quan trọng vì thị phần lớn của Walmart và ảnh hưởng đến phần còn lại của ngành. Động thái này đã được nhóm phúc lợi động vật lớn ca ngợi nhưng một đại diện nhóm thương mại gia cầm bày tỏ sự hoài nghi về tác động của quyết định. Trứng không lồng của Walmart sẽ không đến từ các nhà sản xuất chăn nuôi thả vườn, mà là trang trại quy mô công nghiệp nơi những con gia cầm sẽ được phân bổ cho mỗi con có diện tích từ 1 đến 1,5 feet vuông, một sự sắp xếp căng thẳng có thể gây ra tình trạng mổ nhau. Không giống như chuồng lồng, hệ thống của các nhà cung cấp của Walmart cho phép gà mái di chuyển xung quanh, nhưng so với chuồng lồng thì tỷ lệ gà mái chết cao hơn, gây ra các vấn đề về môi trường và sức khỏe của người lao động.
Tháng 3 năm 2018, Walmart bị nguyên Giám đốc Phát triển Kinh doanh là Tri Huynh kiện vì cáo buộc báo cáo sai lệch kết quả hoạt động thương mại điện tử có lợi cho công ty. Huynh cho biết động thái của công ty là nỗ lực giành lại vị thế đã mất vào tay đối thủ cạnh tranh là Amazon.
Vào tháng 9 năm 2018, Walmart đã bị Ủy ban Cơ hội Việc làm Bình đẳng kiện với cáo buộc rằng Walmart đã từ chối yêu cầu hạn chế khuân vác vật nặng của nhân viên đang mang thai.
Vào tháng 5 năm 2019, Trung tâm điều tra đã đệ đơn kiện lên Quận Columbia cáo buộc hành vi gian lận của người tiêu dùng và gây nguy hiểm cho sức khỏe của khách hàng do thực tiễn của Walmart là "bán vi lượng đồng căn [sản phẩm] cùng với thực tế. dược phẩm, ở cùng khu vực trong các cửa hàng của mình, dưới những biển hiệu giống nhau," theo Nicholas Little, phó chủ tịch kiêm tổng cố vấn của CFI. Vào ngày 20 tháng 5 năm 2020, Thẩm phán Florence Pan của Tòa án Tối cao Quận Columbia đã bác bỏ vụ kiện của CFI, tuyên bố rằng CFI không có tư cách là một tổ chức bảo vệ người tiêu dùng và không xác định được các hành động cụ thể của Walmart dẫn đến tổn hại cho người tiêu dùng. CFI đã thách thức cả hai lập luận đó và đang lên kế hoạch kháng cáo.
Vào tháng 7 năm 2019, subreddit của Walmart tràn ngập các meme ủng hộ công đoàn nhằm phản đối việc sa thải một nhân viên đã đăng tài liệu bí mật lên subreddit. Nhiều bài đăng trong số này tỏ ra tức giận với việc Walmart khảo sát nhân viên của họ trên Internet. Việc đăng nội dung công đoàn là để đáp lại quan điểm chống công đoàn bị cáo buộc nói trên mà Walmart đã thực hiện trong quá khứ.
Vào tháng 11 năm 2021, một bồi thẩm đoàn liên bang đã phát hiện ra rằng Walmart, cùng với Walgreens và CVS, "đã góp phần đáng kể vào" khủng hoảng opioid. Thiệt hại giữa ba chuỗi trong vụ kiện này lên tới 650 triệu USD. Các luật sư yêu cầu bồi thường thiệt hại cho Lake County và Trumbull County ở Ohio là 3,3 tỷ USD. Hai chuỗi khác, Rite Aid và Giant Eagle, đã dàn xếp với các quận này với số tiền không được tiết lộ trước khi đưa ra xét xử.
Vào tháng 6 năm 2022, Ủy ban Thương mại Liên bang (FTC) đã kiện Walmart, cáo buộc rằng công ty đã tạo điều kiện cho gian lận chuyển tiền. FTC tuyên bố rằng Walmart đã dung túng cho những kẻ lừa đảo sử dụng dịch vụ chuyển tiền, những kẻ này đã đánh cắp hàng trăm triệu đô la từ khách hàng.

### Vấn nạn tội phạm thập niên 2010
Theo một báo cáo vào tháng 8 năm 2016 của Bloomberg Businessweek, các quyết định mạnh tay cắt giảm chi phí bắt đầu từ năm 2000 khi Lee Scott tiếp quản vị trí Giám đốc điều hành của công ty đã dẫn đến sự gia tăng đáng kể tội phạm tại các cửa hàng trên khắp Hoa Kỳ. Chúng bao gồm việc loại bỏ những người chào hỏi nổi tiếng tại cửa hàng, những người được coi là phần ngăn chặn trộm cắp ở lối ra, thay thế nhiều nhân viên thu ngân bằng các trạm tự thanh toán và bổ sung các cửa hàng với tốc độ vượt quá việc thuê nhân viên mới, dẫn đến tăng 19% không gian cho mỗi nhân viên so với một thập kỷ trước. Mặc dù những quyết định này đã thành công trong việc tăng lợi nhuận lên 23% trong thập kỷ sau đó, nhưng chúng cũng dẫn đến sự gia tăng cả trộm cắp và tội phạm bạo lực.
Vào năm 2015, dưới thời Giám đốc điều hành Doug McMillon, Walmart đã bắt đầu một chiến dịch toàn công ty nhằm giảm thiểu tội phạm, bao gồm việc kiểm tra biên lai tại các lối ra, bố trí nhân viên tại các khu vực tự kiểm tra, camera an ninh ngang tầm mắt ở các khu vực có nhiều trộm cắp, sử dụng phân tích dữ liệu để phát hiện gian lận tín dụng, thuê cảnh sát làm nhiệm vụ và nhân viên an ninh tư nhân, đồng thời giảm các cuộc gọi đến cảnh sát bằng một chương trình mà theo đó những kẻ phạm tội lần đầu bị bắt quả tang ăn cắp hàng hóa dưới một giá trị nhất định có thể tránh bị bắt nếu họ đồng ý thông qua một cuộc điều tra chương trình chống trộm cắp.
Các cơ quan thực thi pháp luật trên khắp Hoa Kỳ đã ghi nhận gánh nặng đối với các nguồn lực do số lượng cuộc gọi không cân xứng từ Walmart. Các chuyên gia đã chỉ trích nhà bán lẻ vì đã chuyển gánh nặng an ninh sang người nộp thuế. Trên khắp ba quận của Florida, khoảng 9.000 cuộc gọi của cảnh sát đã được ghi lại cho 53 cửa hàng Walmart nhưng chỉ dẫn đến vài trăm vụ bắt giữ. Ở Granite Falls, North Carolina, 92% các cuộc gọi bào ăn cắp đến cho cảnh sát địa phương là từ cửa hàng Walmart ở đó. Xu hướng tương tự ở các khu vực nông thôn, ngoại thành và thành thị. Cảnh sát được gọi đến các cửa hàng Walmart nhiều gấp 3 đến 4 lần so với các nhà bán lẻ tương tự như Target. Các chuyên gia cho biết chuỗi và tỷ suất lợi nhuận mỏng như dao cạo của nó phụ thuộc rất nhiều vào cảnh sát để bảo vệ lợi nhuận của nó. Walmart Supercenters đứng đầu danh sách những nơi bị cảnh sát ghé thăm nhiều nhất.
Đội trưởng cảnh sát ở Port Richey, Florida, nói rằng các cửa hàng Target thường có an ninh mặc đồng phục hơn, cũng như nhân viên dễ nhìn thấy hơn trong mọi trường hợp. Một phép so sánh khác có thể là các trung tâm mua sắm thường có đội tuần tra an ninh và cảnh sát làm nhiệm vụ. J.R. Roberts, cựu giám đốc quản lý rủi ro tại Valor Security Services (chuyên cung cấp dịch vụ an ninh cho trung tâm thương mại) cho biết: "Các trung tâm mua sắm đều có hệ thống an ninh; họ biết đó là một khoản chi phí, nhưng họ biết rằng hệ thống này mang lại lợi ích vì mọi người cảm thấy an toàn hơn khi đến cửa hàng của họ."
Ngoài hàng trăm nghìn tội phạm nhỏ, hơn 200 tội phạm bạo lực, bao gồm âm mưu bắt cóc, đâm, xả súng và giết người đã xảy ra tại 4.500 Walmarts ở Hoa Kỳ vào năm 2016. Năm 2019, 23 người thiệt mạng trong vụ xả súng hàng loạt tại cửa hàng Walmart ở El Paso, Texas.
Vào ngày 27 tháng 6 năm 2020, một vụ nổ súng đã xảy ra tại trung tâm phân phối Walmart ở Red Bluff, California, Hoa Kỳ. Một nhân viên thiệt mạng, bốn nhân viên khác bị thương và kẻ nổ súng bị cảnh sát bắn chết.
Vào tháng 4 năm 2022, Walmart quyết định loại bỏ đồ dùng cho chó nghiệp vụ ra khỏi các cửa hàng và bán trực tuyến, sau một đơn thỉnh cầu trực tuyến yêu cầu họ ngừng bán áo vest cho chó nghiệp vụ.